# ペルジンホテル
ペルジンホテル(Perzinfotel)またはEAA-090は、強力なNMDAのアンタゴニストとして作用する薬剤である。神経防護効果を持ち、脳梗塞の治療用に研究されているが、鎮痛剤効果は持たない。他の薬剤と比べて安全性が高いが、研究はなお続いている。